# Novotel / Ibis Wrocław Centrum
Novotel / Ibis Wrocław Centrum – hotel we Wrocławiu, od momentu otwarcia funkcjonujący pod nazwą Hotel Orbis Wrocław, po remoncie zakończonym w 2016 w budynku funkcjonuje czterogwiazdkowy Novotel Wrocław Centrum oraz trzygwiazdkowy Ibis Wrocław Centrum. Budynek położony jest na osiedlu „Południe”, przy ul. Powstańców Śląskich nr 5/7. Przed remontem na 11 piętrach znajdowało się 289 pokoi 2-osobowych i 5 apartamentów. 

## Historia
Wybudowany został pod koniec lat 70. XX wieku przez fińską firmę YP-Group z Helsinek (proj. Jaakko, Unto i Krystianin). Umowa z fińskim wykonawcą przewidywała realizację obiektu „pod klucz”, przy czym zarówno materiały, jak i pracowników zapewniała strona fińska. W tym celu od początku robót w 1978 na szczelnie ogrodzonym placu budowy ustawiła pierścień przewoźnych baraków. Taka formuła realizacji była w czasie narastającego szybko kryzysu gospodarki PRL nietypowa, a różnica pomiędzy stawkami wypłacanymi za pracę pracownikom skandynawskim, a obowiązującymi w tym czasie stawkami w Polsce prowadziła do swoistych nadużyć, polegających na podnajmowaniu przez Finów do niektórych prac polskich robotników za ułamek dniówki fińskiej.
Oddany do eksploatacji w 1980 był wówczas najnowocześniejszym hotelem w mieście, o najwyższym dostępnym standardzie. W hotelu znajdowały się m.in. restauracja, bary, sklepy, punkty usługowe, basen kąpielowy z brodzikiem, solarium i sauna. W hotelu tym zatrzymał się m.in. Erich Honecker, przywódca Niemieckiej Republiki Demokratycznej, a do mszy świętej 1 czerwca 1997 przygotowywał się Jan Paweł II.
Po 30 latach eksploatacji właściciel hotelu, grupa Orbis, liczył się z koniecznością rozbiórki, lub co najmniej gruntownej modernizacji wyeksploatowanego obiektu.

## Współczesność
Po remoncie w 2016 budynek podzielony został pomiędzy hotel Ibis (od 1 do 4 piętra) i Novotel (od 5 do 11 piętra) W nocy kolorowe oświetlenie budynku (Ibis – kolor czerwony, Novotel – niebieski), wskazuje podział pomiędzy częściami hotelu. Każdy z hoteli ma własną recepcję (Novotel bliżej ul. Powstańców Śląskich, Ibis ul. Gwiaździstej), jednak oba wykorzystują te same windy i schody.
Do 2 lipca 2017 nazwę „Hotel Wrocław” miały przystanki tramwajowe i nocnych linii autobusowych na ul. Powstańców Śląskich (nowa nazwa przystanków „Zaolziańska”).

## Galeria

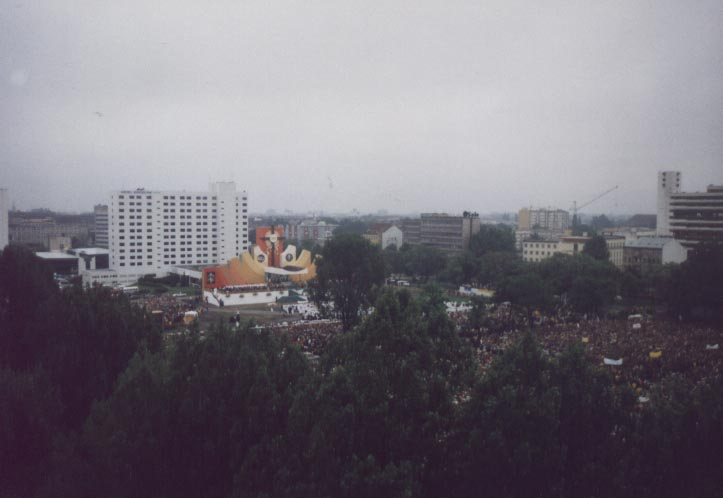
Ołtarz ustawiony obok hotelu podczas podróży apostolskiej Jana Pawła II do Polski w 1997 r.
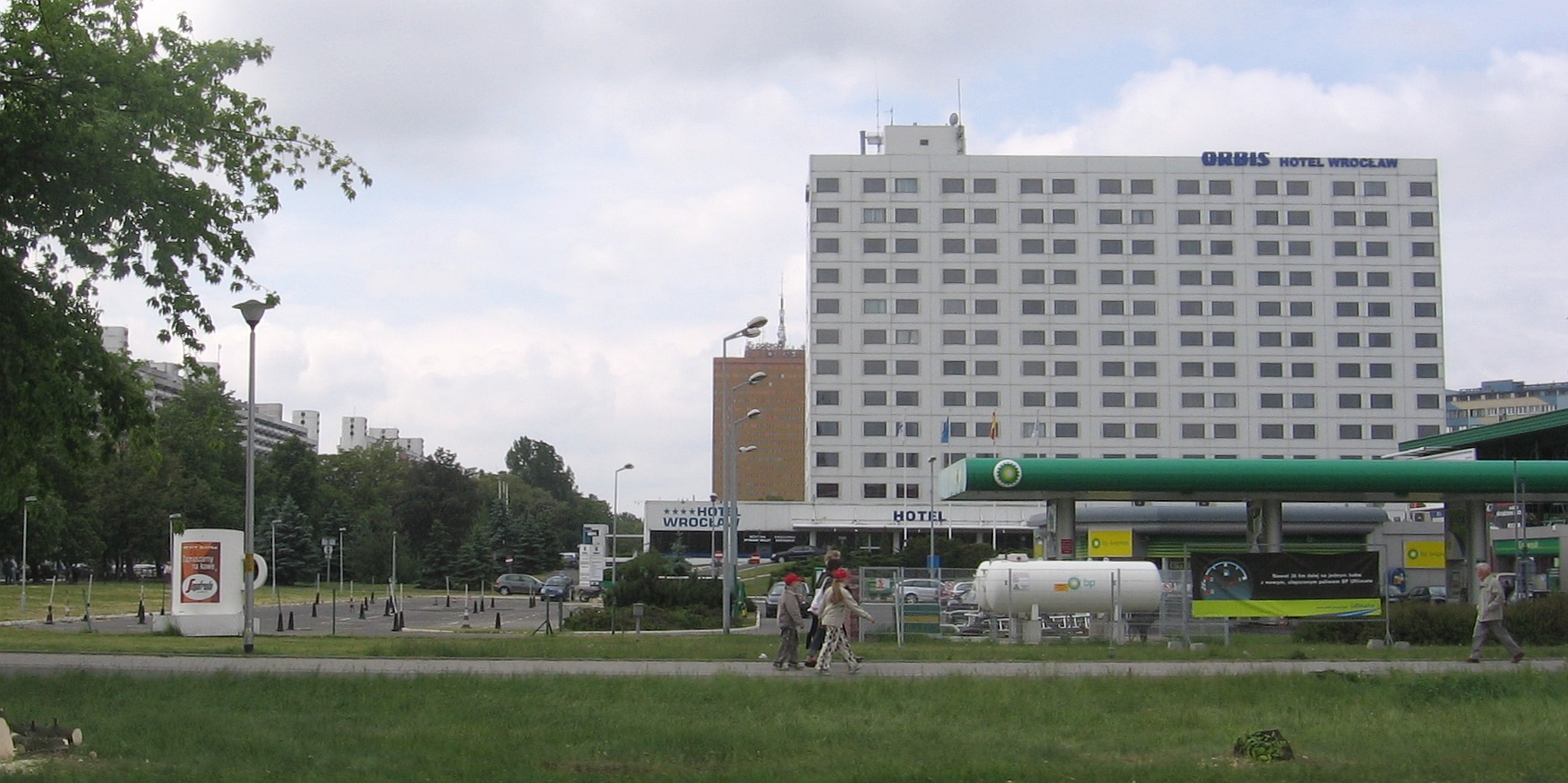
Hotel w 2006 r. (przed zburzeniem wieżowca Poltegoru i przed wybudowaniem biurowca "Globis")
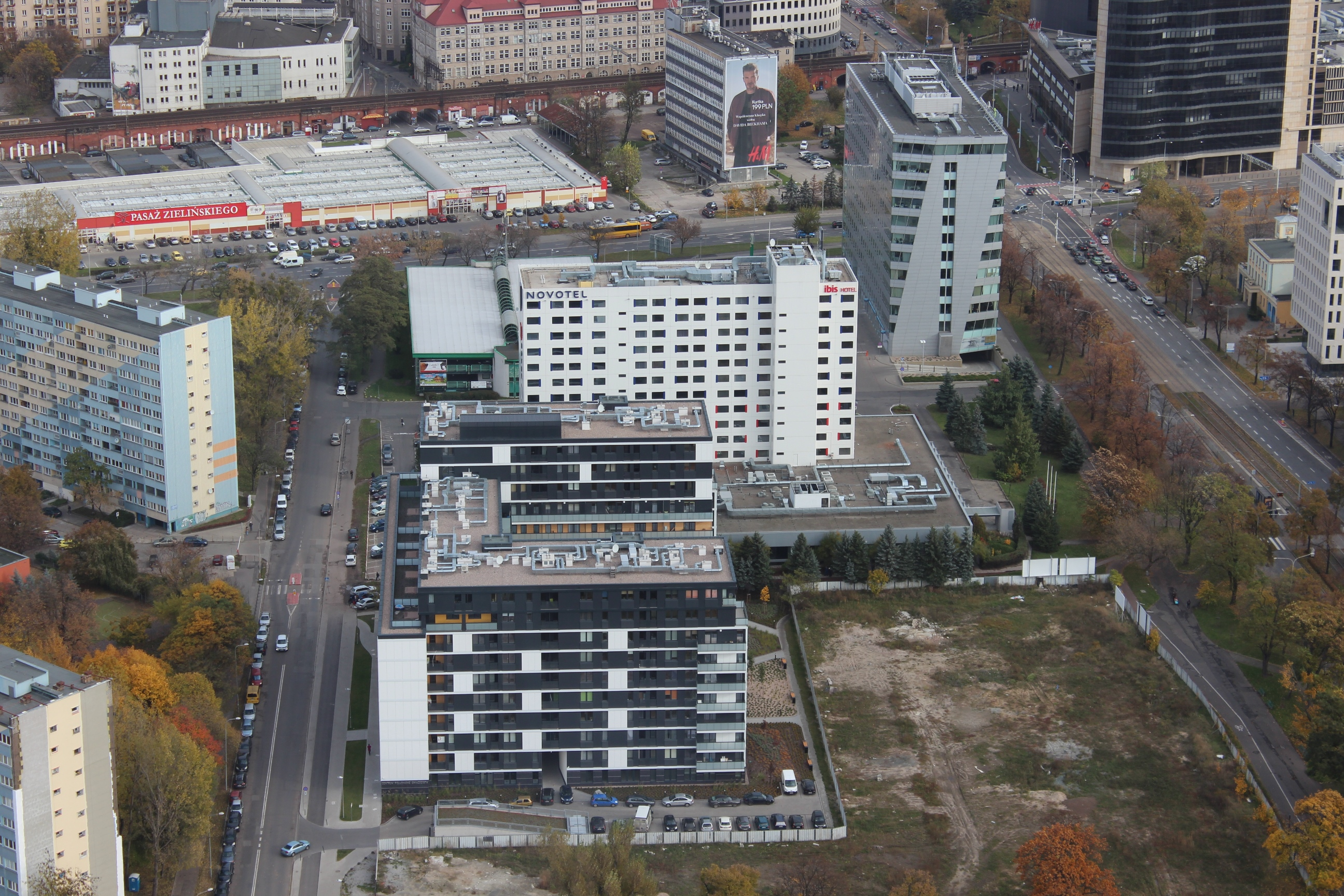
Hotel w 2016 r. widoczny z najwyższego piętra Sky Tower